# 大雁塔駅

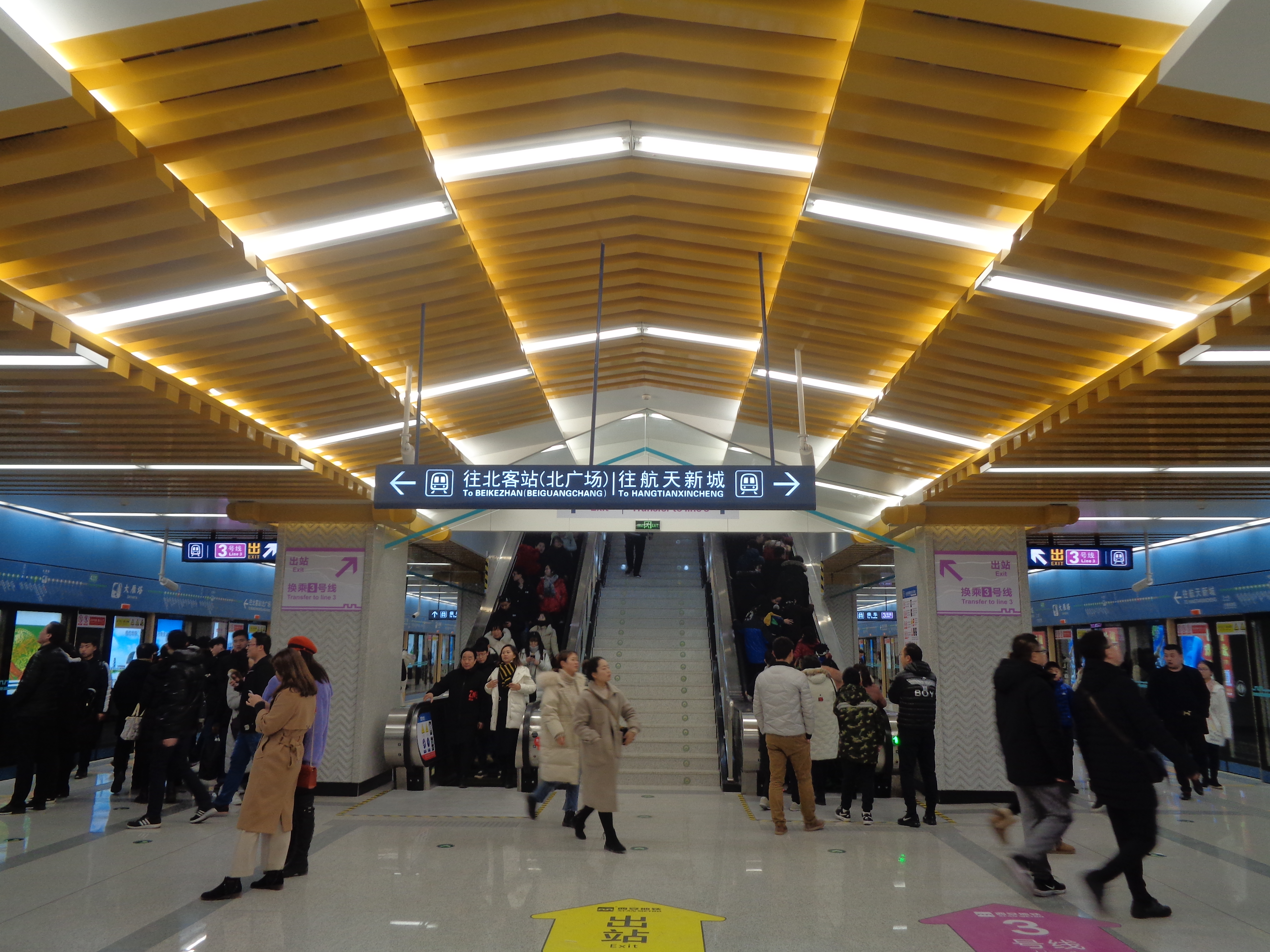
4号線ホーム

大雁塔駅（だいがんとうえき）は中華人民共和国陝西省西安市雁塔区に位置する西安地下鉄3号線・4号線の乗り換え駅である。駅名は付近にある大雁塔に由来する。

## 駅構造
| G         | 地上                         | 出入口                                          |
| B1        | ホール                       | 改札口、駅事務所                                |
| B2 ホーム | ■西行き                      | ← ■3号線魚化寨駅方面 （小寨駅）                 |
| B2 ホーム | 島式ホーム、左側のドアが開く |                                                 |
| B2 ホーム | ■東行き                      | → ■3号線保税区駅方面 （北池頭駅） →             |
| B3 ホーム | ■北行き                      | ← ■4号線北客站（北広場）方面 （西安科技大学駅） |
| B3 ホーム | 島式ホーム、左側のドアが開く |                                                 |
| B3 ホーム | ■南行き                      | → ■4号線航天新城方面 （大唐芙蓉園駅） →         |

## 駅周辺
- 大雁塔
- 大慈恩寺

## 歴史
- 2016年11月8日 - 3号線が試運転開通。
- 2018年12月26日 - 4号線が試運転開通。

## 隣の駅
西安地下鉄
■3号線
小寨駅 - 大雁塔駅 - 北池頭駅
■4号線
西安科技大学駅 - 大雁塔駅 - 大唐芙蓉園駅